# Concursul Eurovision pentru tineri dansatori 1997
A șaptea ediția a Concursului Eurovision pentru tineri danatori a avut loc în Gdynia, Polonia. La această ediție au participat 13 țări. Au debutat Slovacia și Letonia, Franța, Norvegia, Austria și Elveția alegând să se retragă. 

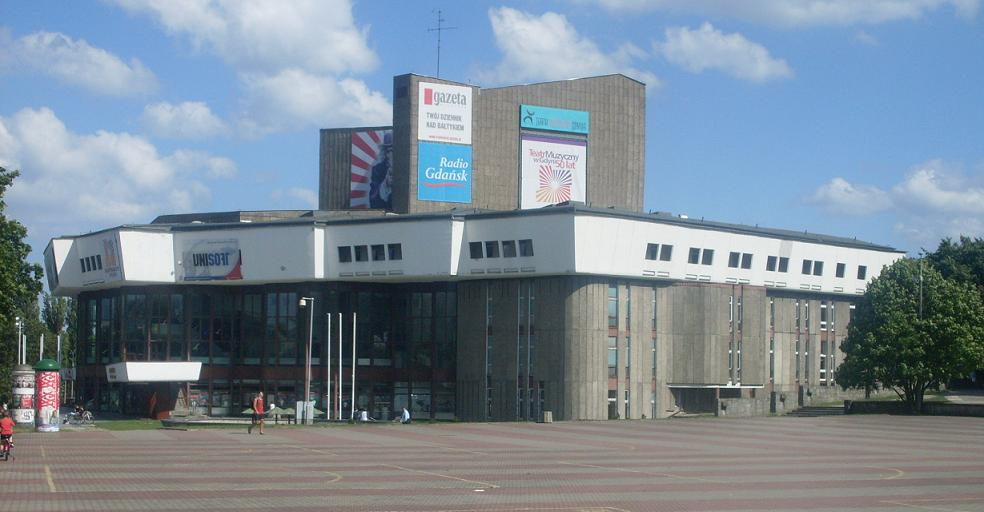
Teatr Muzyczny

Emisia semifinalei a avut loc pe 11 iunie 1997 de la ora 20:30CET. Semifinala a avut ca scop reducerea numărului concurenților din finală la 7. Finala a fost emisă la o săptămână după semifinală, la acceași oră. Deși Norvegia si Elveția nu au participat, emisiunea a fost transmisă și în aceste două țări. Pentru prima dată emisiunea a fost transmisă și în Islanda.

## Juriul
Masa juraților a fost formată la ediția din 1977 din 7 membri. Șefa juriului a fost rusoaica Maya Plisetskaya. Jurat a fost și românul Gigi Căciuleanu.
| Naționalitate    | Nume                             |
| ---------------- | -------------------------------- |
| Rusia            | Maya Plisetskaya- șeful juriului |
| România · Franța | Gigi Căciuleanu                  |
| Italia           | Paola Cantalupo                  |
| Polonia          | Katarzyna Gdaniec                |
| Germania         | Uwe Scholz                       |
| Suedia           | Gösta Svalberg                   |
| Elveția          | Heinz Spoerli                    |

## Țările Participante și Clasamentul final
La ediția din 1997 au fost înscrise 13 acte. Pentru a ușura alegerea câștigătorului a avut loc o semifinală pe 11 iunie, în urma căreia s-a stabilit participanții din finală. Dansul câștigător a fost cel spaniol.

### Țări participante
| Legendă | Această țară s-a calificat în finală | Această țară nu s-a calificat în finală |

| Rezultat | Țara     | Reprezentant                                  |
| -------- | -------- | --------------------------------------------- |
|          | Belgia   | Alain Honorez                                 |
| -        | Cipru    | Carolina Constantinou                         |
| -        | Estonia  | Mari Savitski                                 |
|          | Finlanda | Salla Suominen                                |
|          | Spania   | Antonio Carmena San José                      |
|          | Letonia  | Viktorija Janson                              |
| -        | Germania | Valentina Scaglia                             |
|          | Slovacia | Roman Lazik                                   |
| -        | Slovenia | Ana Klasnja                                   |
|          | Suedia   | Tim Matiakis                                  |
| -        | Ungaria  | Gabor Kapin                                   |
|          | Polonia  | Magdalena Dzięgielewska & Bartosz Anczykowski |
| -        | Grecia   | Nefeli Markaki                                |

### Finala
| Rezultat | Țara     | Reprezentant                                  |
| -------- | -------- | --------------------------------------------- |
| 1        | Spania   | Antonio Carmena San José                      |
| 2        | Belgia   | Alain Honorez                                 |
| 3        | Suedia   | Tim Matiakis                                  |
| -        | Finlanda | Salla Suominen                                |
| -        | Slovacia | Roman Lazik                                   |
| -        | Letonia  | Viktorija Janson                              |
| -        | Polonia  | Magdalena Dzięgielewska & Bartosz Anczykowski |

## Predecesor și Succesor
| Predecesor: Lausanne 1995 | Concursul Eurovision pentru tineri dansatori Gdynia 1997 | Succesor: Lyon 1999 |